# Çukursaray, Yıldızeli
Çukursaray là một xã thuộc huyện Yıldızeli, tỉnh Sivas, Thổ Nhĩ Kỳ. Dân số thời điểm năm 2011 là 352 người.